# 納尼亞傳奇：賈思潘王子
《納尼亞傳奇：賈思潘王子》（英語：The Chronicles of Narnia: Prince Caspian），是《納尼亞傳奇》系列電影的第二部作品，由安德魯·亞當森執導，劇情改編自英國作家C·S·路易斯在1951年出版的小說《賈思潘王子》。於2008年6月全球首映。

## 劇情
彼得、蘇珊、艾德蒙和露西，推翻冰封納尼亞世界的白女巫，回到現實世界一年後，在地鐵站再度被召喚回到納尼亞，想不到在現實世界的一年在納尼亞世界竟過了一千三百年，納尼亞已經昨日今非，連他們以前所居住的凱爾帕拉瓦宮也成了一座廢墟。
此時的納尼亞已被兇悍的坦摩族人所侵佔，納尼亞的動物們跟森林精靈都逃逸的看不見蹤影，魔幻生物都避隱山林！連偉大獅王－亞斯藍都不見了，他們在河邊遇到正要被坦摩士兵拋下河裡的矮人－川卜金，並與川卜金邁向找尋吹響了傳說中屬於蘇珊女王的魔法號角的賈思潘王子的旅程，千辛萬苦找到了賈思潘，可是賈思潘邪惡的叔叔－米拉茲（米勒）的大軍正慢慢的接近他們......
與坦摩族追兵連場惡戰後，雙方終於會合。坦摩族大軍殺到，大家只期望獅王亞斯藍及時重現，喚醒沉睡的神秘幻獸重組光明勢力，與坦摩族軍展開終極一戰！

## 主要角色
- 威廉·莫斯利 飾演 彼得·佩文西（Peter Pevensie）
- 安娜·帕波維爾 飾演 蘇珊·佩文西（Susan Pevensie）
- 史肯達·凱恩斯 飾演 愛德蒙·佩文西（Edmund Pevensie）
- 喬基·亨莉 飾演 露西·佩文西（Lucy Pevensie）
- 連恩·尼遜 配音 亞斯藍（Aslan）
- 班·巴恩斯 飾演 賈思潘王子（Prince Caspian）
- Alicia Borrachero（英语：Alicia Borrachero） 飾演 Queen Prunaprismia
- 埃迪·伊扎德 配音 老脾氣 （Reepicheep）

## 動物及魔法生物
- 獅子：亞斯藍，納尼亞王國的偉大獅王
- 人馬
- 侏儒
- 人羊
- 人牛

## 製作
尋找外景地的工作早在系列上一部電影《納尼亞傳奇：獅子·女巫·魔衣櫥》後製期間就已開始，採景隊伍花了一年時間在全球六十多個國家勘景。
《納尼亞傳奇：賈思潘王子》在2007年2月12日於紐西蘭正式開拍。同年3月份，劇組轉移至歐洲拍攝，在捷克北波希米亚城拍攝了電影裡高潮戰役貝路納之役的場景。

## 外部連結
- 香港官方網站 （页面存档备份，存于）
- 互联网电影数据库（IMDb）上《納尼亞傳奇：賈思潘王子》的资料（英文）
- 爛番茄上《納尼亞傳奇：賈思潘王子》的資料（英文）
- Metacritic上《納尼亞傳奇：賈思潘王子》的資料（英文）
- Box Office Mojo上《納尼亞傳奇：賈思潘王子》的資料（英文）
- AllMovie上《納尼亞傳奇：賈思潘王子》的资料（英文）
- 人民網：纳尼亚传奇2：凯斯宾王子專題 （页面存档备份，存于）（简体中文）